# Frank Schmitz (General)
Frank Peter Schmitz (* 16. Februar 1963 in Mayen) ist ein Brigadegeneral außer Dienst des Heeres der Bundeswehr. Er war in letzter Verwendung Abteilungsleiter Planung Streitkräftebasis im Kommando Streitkräftebasis in Bonn.

## Leben

### Ausbildung und erste Verwendungen
Schmitz durchlief, nach seinem Eintritt in die Bundeswehr, von 1982 bis 1987 als Offizieranwärter der Panzertruppe die Offizierausbildung zum Offizier des Truppendienstes und studierte Wirtschafts- und Organisationswissenschaften an der Universität der Bundeswehr Hamburg. in seiner ersten Verwendung wurde er 1987 Zugführer in der 4. Kompanie des Panzerbataillons 183 in Boostedt. Anschließend wurde er 1990 Kompaniechef der 2. Kompanie des Bataillons. Es folgte 1993 der Dienst als Hörsaalleiter an der Panzertruppenschule in Munster und 1994 als S 3 Org/Vorf an der gleichen Dienststelle. Schmitz nahm von 1995 bis 1997 am 38. Generalstabslehrgang Heer an der Führungsakademie der Bundeswehr in Hamburg teil, wo er zum Offizier im Generalstabsdienst ausgebildet wurde.

### Dienst als Stabsoffizier
1997 wurde Schmitz Stabsoffizier G 4 in der Panzerlehrbrigade 9 in Munster und war ab 1998 deren Stabsoffizier G 3. 2001 wechselte er ins Bundesministerium der Verteidigung nach Bonn, wo er im Führungsstab des Heeres GO des Stabsabteilungsleiters I wurde. 2003 übernahm Schmitz das Kommando über das Panzerlehrbataillon 334 in Celle. 2005 wurde er Dezernatsleiter Übungen G 3 Ausbildung/Übung im Heeresführungskommando in Koblenz und 2008 Dezernatsleiter I 1 (4) im Heeresamt in Köln. 2011 folgte eine NATO-Verwendung als Branchhead J 3/J 5 im Joint Forces Command Brunssum in den Niederlanden. Anschließend ging es 2013 als Referatsleiter Planung I 3 ins Bundesministerium der Verteidigung nach Bonn zurück. 2017 übernahm Schmitz die Referatsleitung Planung II 1 im Ministerium und war zugleich Beauftragter für die Deutsch-Französische Kooperation im Bereich Landsysteme, Nachfolge Leopard 2 und Artilleriesysteme sowie der deutsche Chairman Land System Roadmap Group.

### Dienst als General
Im Juni 2018 wurde Schmitz stellvertretender Amtschef und Leiter Fachabteilungen im Streitkräfteamt in Bonn und später Chef des Stabes in diesem Amt. Seit Oktober 2020 war er General Weiterentwicklung Streitkräftebasis im Kommando Streitkräftebasis in Bonn. Später wurde er als Abteilungsleiter Planung eingesetzt, bevor er im Juli 2025 nach 43 Dienstjahren Ruhestand versetzt wurde.

### Auslandseinsätze
Schmitz nahm an drei Auslandseinsatz der Bundeswehr teil:
- 09/2004 bis 05/2005: Kommandeur Task Force Prizren, KFOR, Kosovo
- 01/2008 bis 07/2008: G 5 Stabsoffizier Operational Headquarters Operation der Europäischen Union im Tschad/RCA und deutscher Senior National Representative
- 07/2010 bis 01/2011: Senior Mentor 209th Korps der Afghanischen Nationalarmee, ISAF, Afghanistan

## Privates
Schmitz hat zwei Kinder, ist verheiratet und römisch-katholisch.